# Dvorac Gredice
Dvorac Gredice je višeslojni objekt u gradu Zaboku, zaštićeno kulturno dobro.

## Opis dobra
Dvorac Gredice smješten je na padini brežuljka, ispred ulaza u naselje Zabok. Bio je vlasništvo obitelji Gubaš i Babić, a u njemu je živio i umro Ksaver Šandor Đalski. Jednokatna građevina pravokutnog tlocrta s četverostrešnim krovištem bila je središnji objektu imanja koje je već krajem 18. st. imalo nekoliko gospodarskih zgrada, ribnjak i geometrijski organiziran vrt. Prilazna aleja divljih kestenova očuvana je do danas. U obnovi, kojom se objekt prilagodio ugostiteljskoj namjeni, očuvan je izvorni dio prizemlja i podrumskih prostorija. Osim kulturno-povijesne ima i ambijentalnu vrijednost s obzirom na vizuru koja se otvara dolaskom iz smjera Zagreba prema Zaboku.

## Povijest objekta
Gredice su neraskidivo vezane uz svojeg najpoznatijeg gospodara, književnika Ljubomila Babića, poznatog pod pseudonimom Ksaver Šandor Gjalski. Gredice i Gjalski postali su sinonim, oličenje duha Hrvatskog zagorja, života u dvorcima i kurijama prošlog stoljeća. Imanje Gredice nekoć je pripadalo posjedu Gubaševo i obitelji Gubaševečki (Gubašoci), po kojoj se i danas zove selo Gubaševo. Bila je to već od 16. stoljeća ugledna obitelj iz koje potječe jedan poznati sudac, nekoliko zagrebačkih kanonika, dvorski kancelar i drugi visoki službenici. Na svom su posjedu Gubaševečki imali drvenu kuriju.
Nakon spomenute obitelji vlasnik posjeda bila je obitelj Komarony. Najuglednji član te obitelji bio je Sigismund, kraljevski savjetnik, a i delegat Kraljevine Hrvatske na ugarsko-hrvatskom Saboru.
Matija Babić, postaje vlasnik dvorca 1813. g., prodavši djedovsko imanje u Pokupskom i preselio se u Hrvatsko zagorje. Gredice je nasljedio njegov sin Tito Babić, koji je obavljao nekoliko visokih funkcija. Tito je imao četiri sina i tri kćeri: Alberta, Ljubu, Nikolu, Antona, Mariju, Olgu i Jelku. Nakon ukidanja kmetstva 1848. g. imanje je većim dijelom rasprodano seljacima, a manji dio vlastelinstva i dvorac ostali su Ljubi Babiću, hrvatskom književniku, koji je za svoj literarni pseudonim odabrao ime djeda po majci (Ksaver Šandor Đalski). Gjalski je rođen u Gredicama 1854. g. Tu je i umro 1935. g.
Gjalski je provodio sretno djetinjstvo u Gredicama, okružen knjigama iz bogate roditeljske biblioteke, ljubavlju majke, brižnošću dadilje te privatnim učiteljima koji su ga već u petoj godini uveli u svijet čitanja i pisanja. Stoga je veoma rano poželio i sam uzeti pero u ruke.
Nakon privatne poduke u Gredicama, školovao se u Varaždinu, završio je rimsko pravo na Zagrebačkoj pravoslovnoj akademiji, a onda upisao Bečku univerzu. Nakon završetka školovanja ulazi u državnu službu promijenivši pri tome mnoge gradove: Koprivnicu, Osijek, Pakrac, Šid, Sisak, Rijeku, Zagreb.

## Zaštita
Pod oznakom Z-2229 zavedena je kao nepokretno kulturno dobro - pojedinačno, pravna statusa zaštićena kulturnog dobra, klasificirano kao "profana graditeljska baština".